# Roemeense Campagne
De Roemeense Campagne maakte deel uit van de militaire acties aan het Balkanfront tijdens de Eerste Wereldoorlog, met Roemenië en het Russische Rijk tegen de centrale mogendheden. De gevechten vonden plaats van augustus 1916 tot december 1917 in het grootste deel van het huidige Roemenië, met inbegrip van Transsylvanië, dat toen deel uitmaakte van het Oostenrijks-Hongaarse Rijk en Zuid-Dobroedzja, vandaag de dag een deel van Bulgarije, tijdens de oorlog een lid van de Centralen, is.
Roemenië stapte in de oorlog aan de kant van de geallieerden in een poging om Transsylvanië, een gebied met een Roemeense etnische meerderheid, maar onder Hongaars bestuur, bij hun land te voegen. Ondanks aanvankelijke successen en de Roemeense wilskracht leden de Russisch-Roemeense strijdkrachten zware verliezen, en tegen het einde van 1916 bleef enkel nog Moldavië onder geallieerde controle. Na een aantal defensieve overwinningen zag Roemenië zich echter door de Russische Revolutie (waardoor Rusland uit de oorlog stapte) gedwongen om ook een wapenstilstand te sluiten. Op 10 november 1918, een dag voor de Duitse wapenstilstand, en op een moment dat alle andere Centralen reeds gecapituleerd hadden, besloot Roemenië de wapens opnieuw op te nemen. Tegen die tijd waren er 220.000 Roemenen gedood, wat neerkomt op ongeveer 6% van het totale aantal slachtoffers van de geallieerden.

## Voor de oorlog
Het Koninkrijk Roemenië werd geregeerd door telgen uit het Huis Hohenzollern vanaf 1866, toen dat land onafhankelijk werd. De koning van Roemenië, Carol I, had een geheim verdrag getekend met de Triple Alliantie in 1883, waarin stond dat Roemenië enkel verplicht was mee te doen aan de oorlog als Oostenrijk-Hongarije aangevallen werd. Terwijl de koning voorstander was van mee te vechten aan de zijde van de Centralen, was de Roemeense opinie en politiek meer geneigd om zich aan de kant van de geallieerden te scharen. Het land bleef neutraal tot de oorlog begon, met het argument dat Oostenrijk-Hongarije de oorlog zelf had aangewakkerd, waardoor Roemenië formeel geen enkele verplichting had om mee te doen.

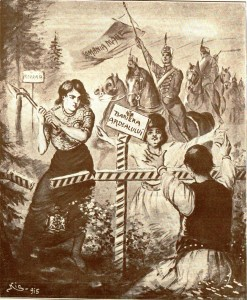
Roemeense tekening pleit voor een oorlogsdeelname aan de kant van de geallieerden

In ruil voor een aansluiting bij de geallieerden, eiste het land steun voor zijn territoriale aanspraken op Transsylvanië, een Oostenrijks-Hongaarse provincie met een Roemeenstalige meerderheid. De grootste zorg van de Roemenen was om op twee fronten te moeten vechten: in het noorden tegen de dubbelmonarchie, in het zuiden tegen Bulgarije, dat zich in 1915 aansloot bij de Centralen en wou dan ook schriftelijke garanties dat deze gebiedsuitbreidingen verwezenlijkt zouden worden na de oorlog. Ook eiste Roemenië: een niet-afzonderlijke vredeclausule, gelijke vertegenwoordiging op een toekomstige vredesconferentie, Russische militaire hulp tegen Oostenrijk-Hongarije, een geallieerde aanval op Bulgarije en de regelmatige verzending van wapens. Uiteindelijk tekenden Frankrijk en Groot-Brittannië tijdens een militaire conventie dat zij een offensief zouden openen tegen Bulgarije en het Ottomaanse Rijk in augustus, dat Rusland troepen zou sturen naar Dobroedzja en dat het Roemeense oppercommando niet ondergeschikt zou worden gemaakt aan de Russische Stavka.

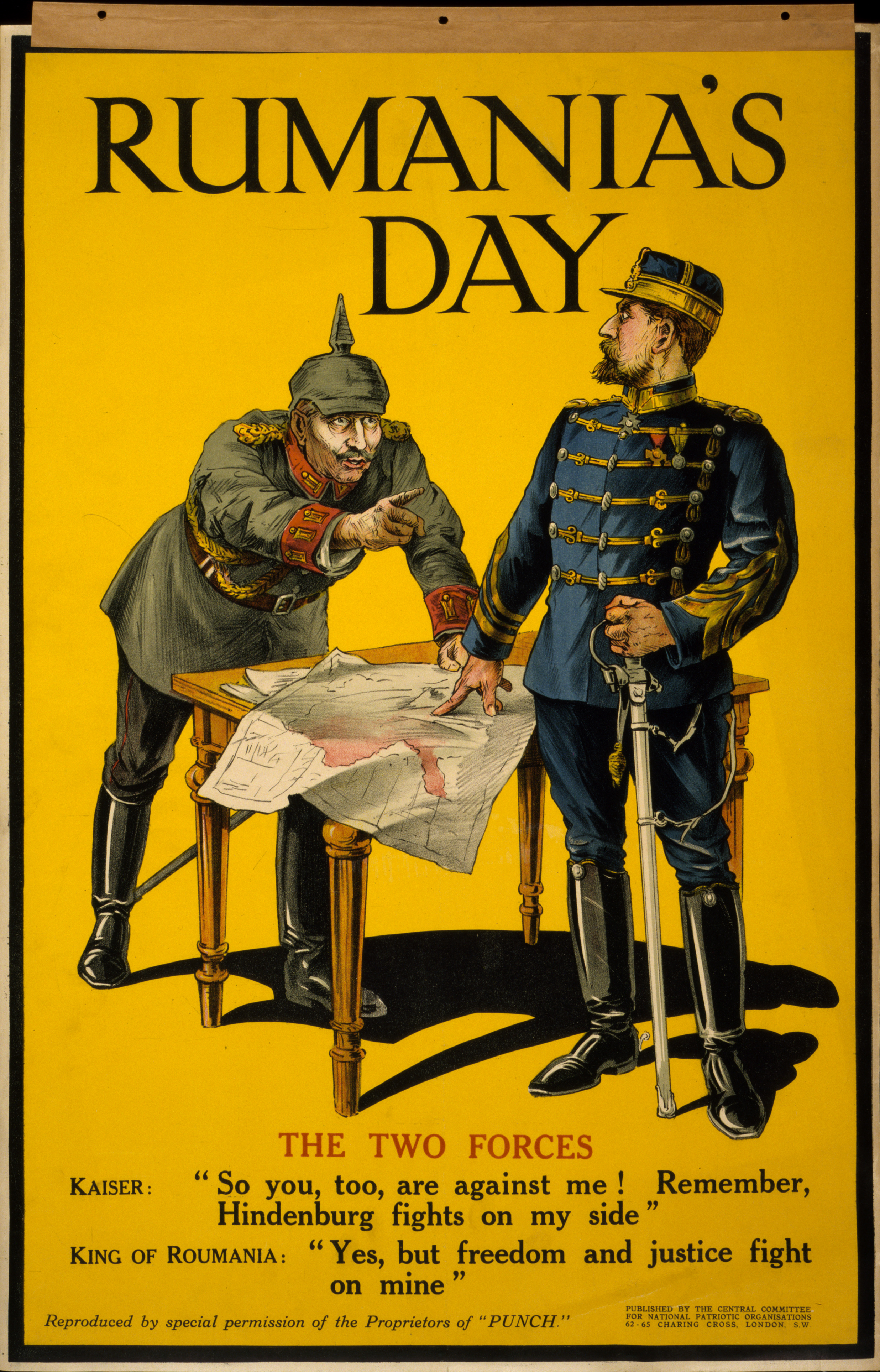
Britse poster viert het bondgenootschap met Roemenië

De geallieerden aanvaardden de voorwaarden in het einde van de zomer van 1916. Roemenië viel Oostenrijk-Hongarije snel daarna aan, omdat het geloofde dat het samen met het succesvolle Broesilov-offensief (dat eigenlijk al aan het afzwakken was) een snelle overwinning zou behalen. Dat bleek echter een vrij naïeve gedachte te zijn. Ook de eigen bondgenoot Rusland, sprak met de andere geallieerden af dat niet alle territoriale eisen van het land gehonoreerd zouden worden (zoals Bessarabië). Toch werden aan deze eisen voldaan door de Russische capitulatie in 1917-1918.
In 1915 werd luitenant-kolonel Christopher Thomson, die vloeiend Frans sprak, naar Boekarest gestuurd om de Roemenen in verwarring te brengen, een initiatief van Horatio Kitchener. Eenmaal daar verkondigde hij zijn standpunt dat het slecht bewapende Roemenië een oorlog op twee fronten niet aankon, en dus niet een aanwinst voor de geallieerden zou zijn. Dit werd niet enkel door de Roemeense regering van tafel geveegd, evenals Whitehall weigerde dit standpunt te steunen en Thomson ondertekende een verdrag met Roemenië op 13 augustus 1916. Binnen enkele maanden al moest hij de gevolgen van de Roemeense nederlagen verlichten en specialistisch de oliebronnen vernietigen.
De Roemeense regering ondertekende het verdrag met alle geallieerden (Frankrijk, Groot-Brittannië, Italië en Rusland) op 17 augustus 1916 en verklaarde de oorlog aan Oostenrijk-Hongarije op de 27ste van die maand. Duitsland, enorm verrast, verklaarde de oorlog aan Roemenië de dag erna. De data van de Bulgaarse en Ottomaanse oorlogsverklaringen worden betwist.
Het Roemeense leger was vrij groot voor een dergelijk land, meer dan 650.000 manschappen, verdeeld over 23 afdelingen, maar zij waren slecht bewapend en opgeleid in vergelijking met hun Duitse vijanden. Toevallig had de Duitse stafchef Erich von Falkenhayn een plan opgemaakt om Roemenië te veroveren in geval van een oorlog. Dankzij de verovering van Servië het jaar daarvoor, de ineffectieve gevechtsacties van de geallieerden in Thessaloniki en de wil van Bulgarije en het Ottomaanse Rijk om mee te helpen, had Roemenië niet bijster veel kans.
Ondanks het geografische voordeel van de Centralen ten opzichte van Roemenië, was de Oberste Heeresleitung erg bezorgd. Generaal Paul von Hindenburg schreef:
"Het is zeker dat zo een relatief kleine staat als Roemenië nog nooit zo een belangrijke rol had gespeeld, en inderdaad, dus bepalend voor de wereldgeschiedenis op zo een gunstig moment. Nooit eerder waren grootmachten als Duitsland en Oostenrijk-Hongarije zo afhankelijk geweest van een land dat slechts een twintigste van hun bevolking huist. Oordelend over de militaire situatie, was het te verwachten dat Roemenië de kant van de mogendheden koos die hen het meeste konden aanbieden. Dus alles lijkt af te hangen of Roemenië zijn kortstondige voordeel zal uitbuiten of niet."

## Het verloop van de veldtocht

### Het Koninkrijk Roemenië valt aan

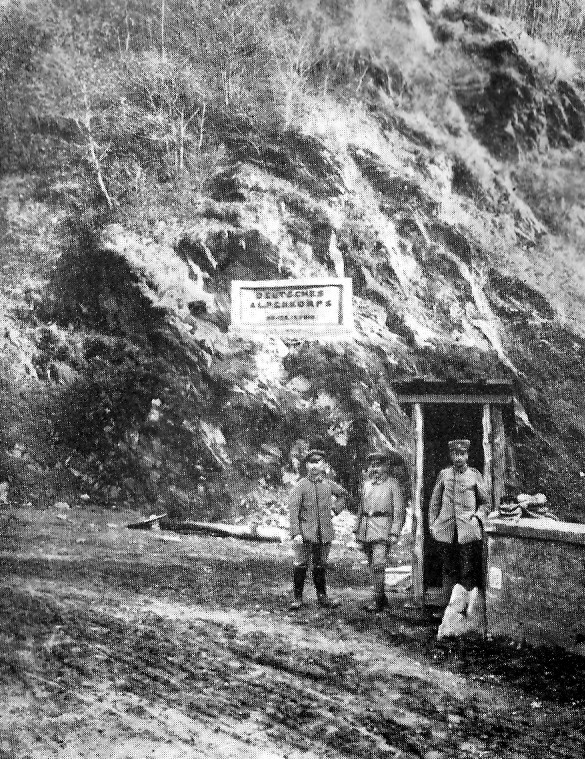
Het Duitse Alpenkorps in Transsylvanië, 29 september 1916

In de nacht van 27 augustus 1916, stellen drie Roemeense legers (het Eerste, Tweede en Noordelijke) zich op aan de Hongaarse grens en lanceren aanvallen in de Karpaten en Transsylvanië. Aanvankelijk was er slechts één Oostenrijks-Hongaars leger aanwezig, het Eerste, dat gestaag teruggedrongen werd richting Hongarije. In een relatief korte tijd werden de steden Braşov , Făgăraş en Miercurea Ciuc veroverd en werden de buitenwijken van Hermannstadt bereikt. In de door Roemenen bevolkte gebieden werden de Roemeense soldaten warm onthaald door de plaatselijke bevolking, die hen aanzienlijke hulp verstrekte als het over voorziening, inkwartiering en de weg wijzen ging, maar, de snelle Roemeense opmars alarmeerde de Centralen, die inderhaast versterkingen ter tonele stuurden. De Entente ging er, ten onrechte, van uit dat Duitsland niet in staat zou zijn zijn bondgenoot in een serieuze mate te assisteren, omdat ze dachten dat de Slag aan de Somme en het Broesilov-offensief genoeg troepen zou bezighouden. Toch werden er, op bevel van de Duitse opperbevelhebber Erich von Falkenhayn, acht divisies en een alpinekorps naar het nieuwe strijdtoneel gestuurd. De Oostenrijkers stuurden evenals vier divisies om hun frontlijn te versterken en in het midden van september werd het offensief een halt toegeroepen. De Russen leenden op hun beurt drie divisies uit aan de Roemenen, maar deze slaagden er niet in de aanval nieuw leven in te blazen.
Hoewel het Roemeense leger in Transsylvanië oprukte, lanceerde veldmaarschalk August von Mackensen een tegenaanval in Dobroedzja met een multinationaal leger, bestaande uit het Bulgaarse Derde Leger, een Duitse brigade en twee divisies van het Turkse VI Legerkorps. De aanvallen begonnen op 1 september. Het bleef aan de zuidkant van de Donau en avanceerde richting Constanța aan de Zwarte Zee. Het Roemeense garnizoen van Turtucaia, omsingeld door Bulgaarse en enkele Duitse troepen, gaf zich op 6 september over. Het Roemeense Derde Leger probeerde de aanvallen bij  Silistra, Dobrich, Amzacea en Topraisar af te slaan maar moest zich onder druk van de superieure vijandelijke troepen terugtrekken. Het succes van von Mackensen werd verder bespoedigd doordat de bondgenoten van Roemenië hun verplichtingen niet nakwamen: er werd geen offensief gestart in Macedonië en de Russen maakten onvoldoende troepen vrij. Dit betekende dat het Roemeense leger te zeer uitgerekt was door de verhouding lengte van het front/ aantal manschappen. Ter vergelijking: Roemenië moest met zijn leger van 660.000 man grenzen van in totaal 1.600 km lang verdedigen, terwijl de Russen met drie miljoen man een front van 1.000 km lang, tussen de Oostzee en Boekovina moesten verdedigen.

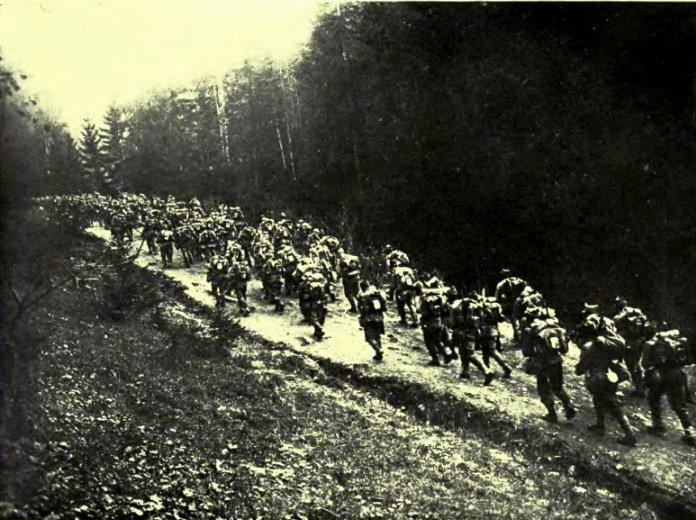
Roemeense manschappen in de Karpaten

Op 15 september besloot het Roemeense opperbevel het offensief in Transsylvanië definitief op te schorten en zich grotendeels te concentreren op het leger van von Mackensen. Het plan was om de Centralen aldaar langs achteren aan te vallen wanneer ze de Donau bij Flămânda zouden oversteken, terwijl de andere Roemeense en Russische troepen verondersteld werden een aanval in zuidelijke richting te lanceren bij Cobadin en Kurtbunar. Russische versterkingen onder generaal Andrei Zaionchkovsky kwamen aan om de opmars van von Mackensens leger een halt toe te roepen en te voorkomen dat de spoorlijn Constanța-Boekarest zou worden afgesneden. De verbitterde gevechten bleven aanslepen tot 23 september. De Bulgaren leden een tactische nederlaag tijdens de Eerste Slag bij Cobadin op 19 september, waardoor de centrale mogendheden hun offensief stillegden tot half oktober. Op 1 oktober staken twee Roemeense divisies de Donau over bij Flămânda en creëerden een bruggenhoofd van 14 km breed en 4 km diep. Op diezelfde dag gingen Roemeense en Russische troepen in Dobroedzja in het offensief, met weinig succes. Zware gevechten bij Flămânda en een zware storm vernietigden de pontonbrug over de Donau, waardoor het bruggenhoofd aan de zuidoever van de Donau afgesneden was. Dit zette de Roemeense generaal Alexandru Averescu aan om alle offensieve operaties meteen stop te zetten, wat ernstige gevolgen had voor de rest van de campagne.

### De centrale mogendheden slaan terug

#### Verdere gevechten in de bergen

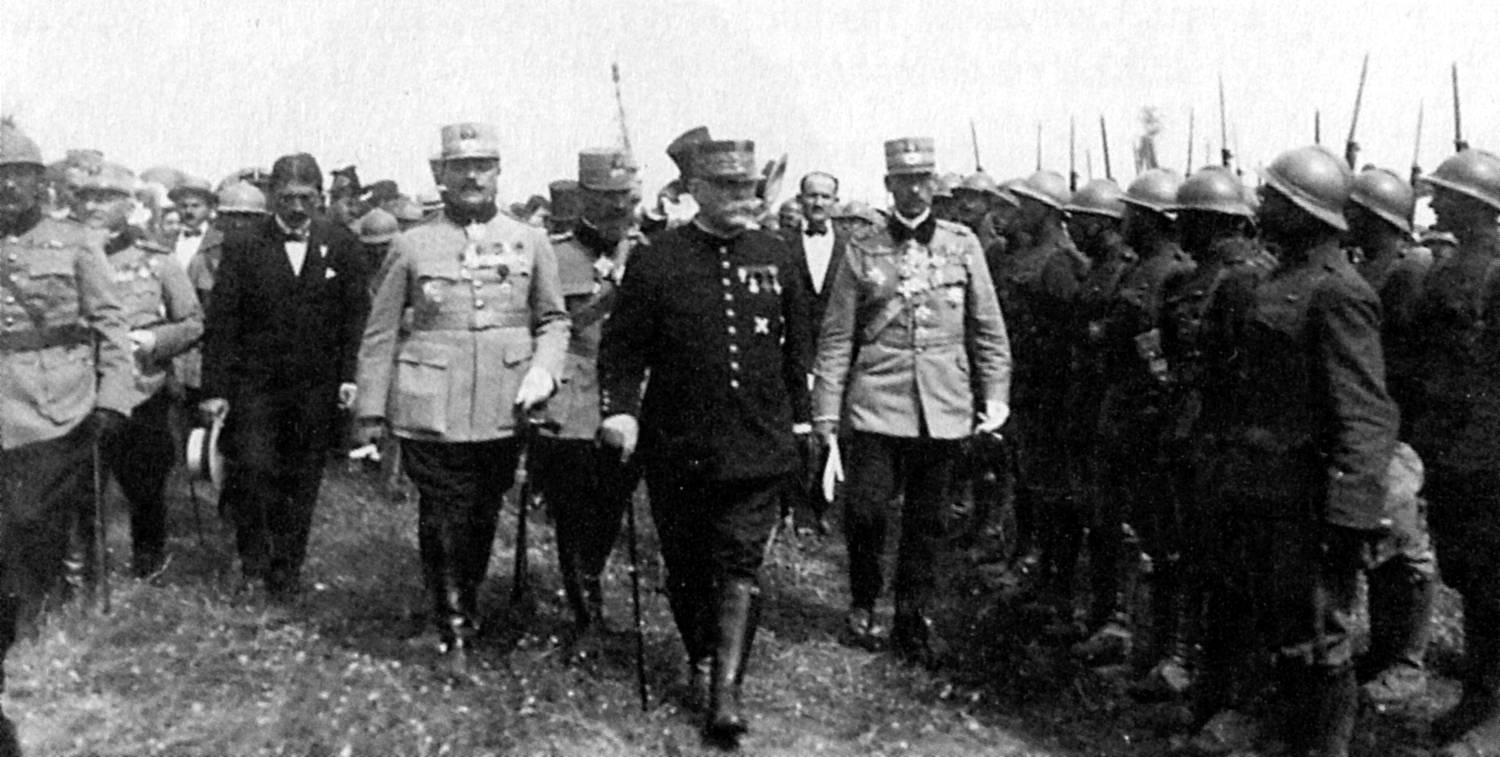
De Franse veldmaarschalk Joffre inspecteert Roemeense troepen, die Franse adrianhelmen dragen

Alle legers van de centrale mogendheden in Roemenië stonden vanaf 18 september onder supervisie van generaal Erich von Falkenhayn, die kort daarvoor stafchef van het Duitse Leger was, waar hij vervangen werd door het militaire duo Paul von Hindenburg-Erich Ludendorff, door de mislukte aanval bij Verdun. Hij startte een aanval tegen het Roemeense Eerste Leger in de buurt van de stad Haţeg en stopte de Roemeense opmars. Acht dagen later vielen Duitse troepen Sibiu aan en op 29 september trokken de Roemenen, die in de minderheid waren, zich terug naar de Vulcaanpas en de Turnu Roşupas; de laatste was echter al door Beierse troepen bezet, die trachtten een omtrekkende beweging uit te voeren. Na zeer verwoede gevechten werd de pas door de Roemenen heroverd, ten koste van 3.000 doden. Op 4 oktober viel het Roemeense Tweede Leger de Oostenrijk-Hongaren in Brașov aan, maar de aanval werd afgeslagen en dwong de Roemenen zich ook daar terug te trekken. Het Roemeense Vierde Leger in het noorden van het land, viel ook terug, hier zonder veel druk, zodat op 25 oktober alle Roemeense legers in Transsylvanië en de Karpaten zich in hun uitgangsposities bevonden. Doordat vele geallieerde troepen van Transsylvanië naar Dobroedzja verplaatst werden, wonnen de Centrale Machten daar het initiatief.
In oktober 1916 begon het Roemeense leger aan een grootschalige operatie, waarvan het belangrijkste doel de verdediging van de bergpassen in het noorden was door de steeds groter wordende Oostenrijks-Duitse druk. Er vonden grimmige gevechten plaats in de vallei van de Prahova, waar de bezetting van de stad Predeal een belangrijk doel was voor de Centralen. Gezien hun dramatische karakter waren de gevechten op deze plaats vergelijkbaar met de hevigste slagen aan het westfront, enkel de aantallen waren kleiner. Ook om de steden Dragoslavele en Racos werd hevig gevochten.
Veel aandacht werd geschonken aan de verdediging van de Karpaten en de rivier de Jiu. Daar hadden de Duitsers met veel troepen massaal aangevallen om over deze bergketen te geraken en zo het Roemeense laagland binnen te dringen. Geconfronteerd met deze bedreiging, bood het Roemeense Eerste Leger, onder leiding van Ion Dragalina, hevige weerstand. Overal waar de Roemeense soldaten kwamen werden ze ondersteund door de burgerbevolking, in het bijzonder bij Târgu Jiu, waar de stad werd verdedigd door gewapende burgers, mannen, vrouwen, kinderen, jong en oud. De verdediging van de Karpaten was van groot belang voor de ervaringen van het Roemeense leger, wat tot dan toe voor hen een van de meest complexe acties was geweest waaraan hun leger had deelgenomen.

#### De Duitsers reorganiseren zich

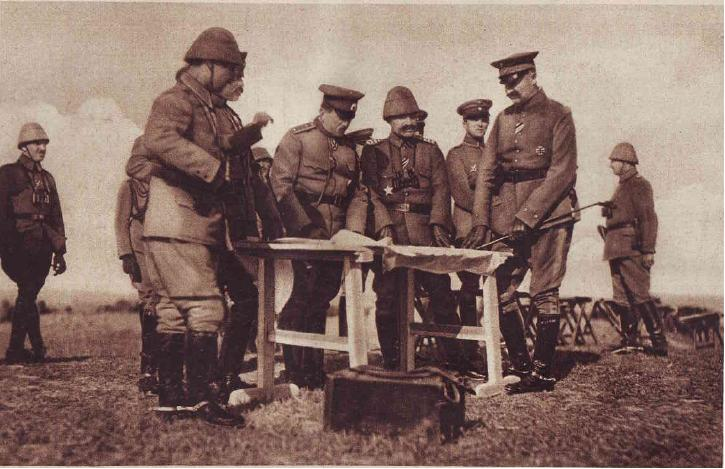
De Bulgaarse generaal Toshev en de Turkse commandant Hilmi Pasha bespreken de militaire situatie

Nadat de Roemeense troepen de Duitse opmars konden stoppen aan de rivier de Jiu, reorganiseerden de Duitsers hun troepen op 16 oktober en creëerden de groep "Kühne", onder leiding van generaal Viktor Kühne met het hoofdkwartier in Petroşani. Deze legergroep, bestaande uit de 11de en de 301ste Beierse Infanteriedivies, die de Roemenen al eerder bij de Jiu bevochten hadden, de 41e en de 109e Pruisische  Infanteriedivisies, die van het oostfront bij Riga naar Roemenië overgebracht werden en het nieuw gevormde 58ste Cavaleriekorps onder generaal Egon von Schmettow, bestaande uit de 6de en 7de cavaleriedivisies. De Duitse reserve bestond uit de 115de Infanteriedivisie en twee fietsersbrigades. Het totale aantal mannen die de legergroep kon opbrengen, liep op tot 80.000, inclusief 30.000 paarden. De Roemeense verdedigers waren helemaal verrast door de intensiteit en grootte van de aanval, die begon op 29 oktober, trokken zich inderhaast terug en op 8 november defileerde de Duitse cavalerie in het pas veroverde Craiova. Het Roemeense leger zette zijn terugtocht voort tot achter de rivier de Olt, terwijl de cavalerie de Duitse opmars probeerde te vertragen zodat de infanterie nieuwe stellingen kon betrekken. Hoewel de Roemenen hun best deden de opmars tegen te houden, was dit meestal zonder succes.

#### Verdreven uit Transsylvanië
Von Falkenhayns verkenningstroepen drongen de Roemeense stellingen binnen om te ontdekken wat de tekortkomingen waren. Na een aantal weken concentreerde hij zijn beste troepen (waaronder het elite Alpinekorps) om een aanval uit te voeren op de Vulcaanpas. De aanval werd op 10 november gestart. Een van de jonge officieren was de toekomstige veldmaarschalk Erwin Rommel. De dag erna leidde luitenant Rommel (toen hoofd van de Württembergse bergcompagnie), de verovering van de Lesculuiberg. Het offensief duwde de Roemeense verdedigers terug, op sommige plaatsen tot achter de bergketen. De aanval had haast, want in de bergen begon er al sneeuw te vallen, waardoor toekomstige offensieven in de bergen misschien uitgesteld dienden te worden. Het Roemeense leger leed grote verliezen door de constante strijd en de bevoorradingssituatie werd steeds kritischer.

#### De Slag om Boekarest

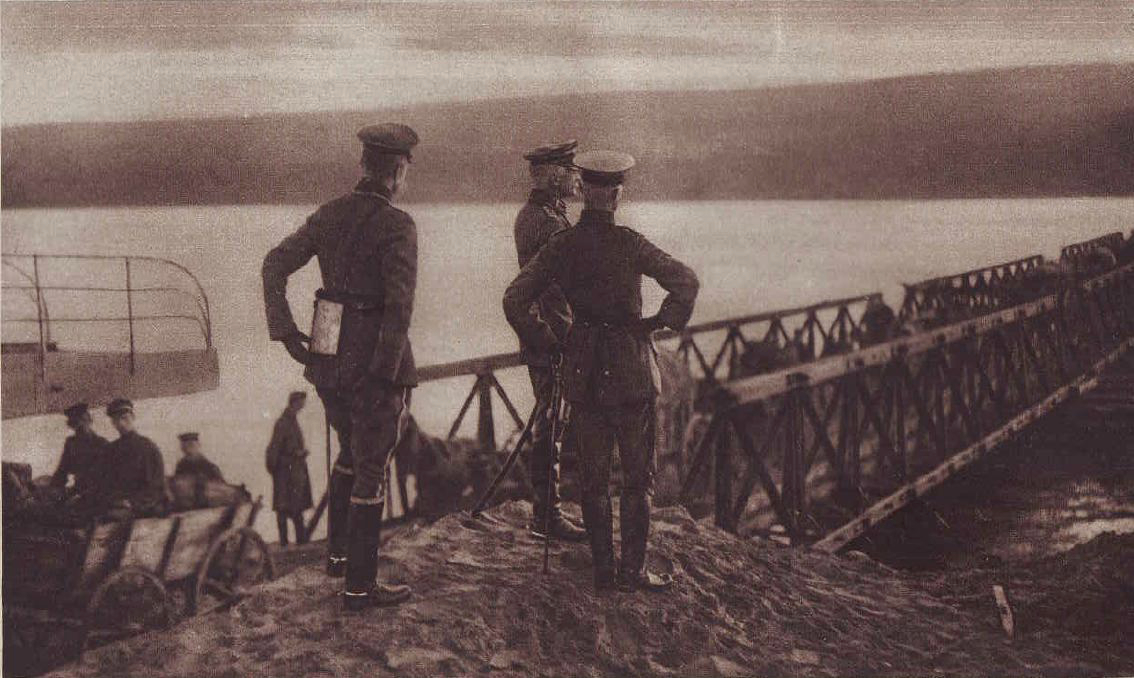
Generaal von Mackensen leidt zijn leger over de Donau

Op 23 november staken von Mackensens beste troepen de Donau over bij Svishtov. De Roemenen waren volkomen verrast door deze aanval waardoor von Mackensen in staat was grote voortgang te boeken richting de hoofdstad Boekarest met weinig weerstand. Zijn aanval dreigde het Roemeense leger in tweeën te splitsen waardoor het Roemeense opperbevel een tegenoffensief beraamde, het Argeș-Neajlovoffensief (ook de Slag om Boekarest genoemd), dat de pas tot generaal gepromoveerde Constantin Prezan moest leiden. Het plan was om de opmars van het Duitse Negende Leger uit het noorden en noordwesten onder controle te krijgen en de omsingeling van Duits-Bulgaars-Turkse eenheden ten zuidoosten van Boekarest. Het was een gedurfde onderneming, waarbij alle beschikbare reserves op het spel gezet werden, maar Russische versterkingen waren noodzakelijk. Terwijl het Roemeense leger een bres sloeg tussen von Mackensen en von Falkenhayn, waren er nauwelijks soldaten om de flanken te verdedigen. Wegens het grote gevaar van omsingeling werd het offensief stopgezet. De Russen waren helemaal niet van plan hun reserves te sturen.

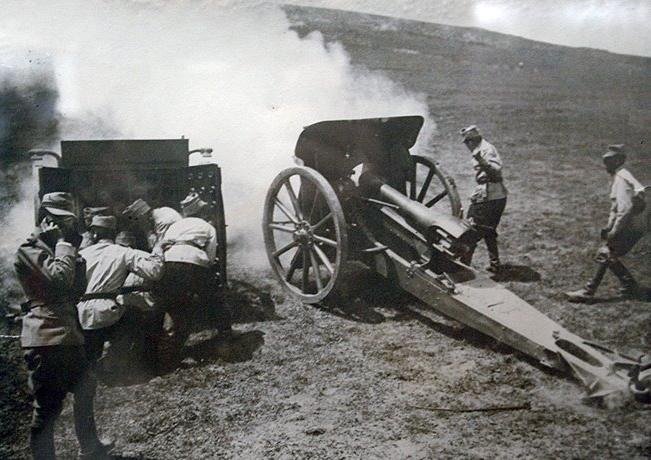
Een Roemeense 105 mm houwitser vuurt op Bulgaarse stellingen

Aanvankelijk was het offensief echter succesvol, er werd goede voortgang gemaakt en een aantal Bulgaren werden gevangengenomen. Echter geconfronteerd met de overweldigende superioriteit op vlak van aantal en bewapening van hun vijanden en hun eigen verzwakking, konden de Roemenen de Centrale Machten geen harde klappen toebrengen. Ondanks vele gedurfde acties, had dit offensief een ongunstige afloop voor de Roemenen. Binnen drie dagen was de Roemeense aanval doodgebloed en trokken de Roemenen zich overal terug. Boekarest werd op 6 december ingenomen door von Falkenhayns cavalerie. Het Roemeense Tweede Leger werd een vechtende terugtocht gedwongen tot achter de Siret, die oorspronkelijk tegen de Russen versterkt was (de verkeerde kant, met andere woorden), toch was dit van onschatbare waarde, beschermd door de onbegaanbare Donaudelta in het zuidoosten en de Karpaten in het noordwesten. Hevige gevechten vonden plaats bij Râmnicu Sărat tussen 22-26 december, waarna von Mackensens troepen de stad binnen marcheerden op 27 december. Rond deze tijd begonnen de Russen in groten getale versterkingen te sturen naar Moldavië  om een invasie van zuid Rusland en Oekraïne te voorkomen. Zuid-Roemenië, met inbegrip van Oltenië, Muntenia , Dobroedzja en het zuiden van Moldavië was op dit moment in handen van de centrale mogendheden. Tijdens het terugtrekken vernietigde de Roemeense genie olie- en graanvoorraden, om te voorkomen dat ze in verkeerde handen vielen.

### Laatste poging Moldavië te veroveren
De resterende Russisch-Roemeense krachten in Dobroedzja verlieten Mǎcin op 4 januari en Brǎilia de dag erna. Tegen het einde van de maand was het Bulgaarse leger in staat de Donaudelta over te steken door de extreme vorst. Op 23 januari trachtten ze de moerassen bij Tulcea te betreden, maar leden zware verliezen en werden een halt toegeroepen door de Roemeense verdedigers. Ook de aanvallen in de Karpaten werden gestopt door de ongunstige weersomstandigheden. Von Mackensens troepen waren in staat de stad Focşani nog in te nemen op 8 januari, maar een poging om door de verdedigingslinie bij de Siret te breken mislukte. Het front was gestabiliseerd.
Roemenië kwam in de oorlog op een slecht moment en het grootste deel van het land werd op enkele maanden veroverd. Toch hadden de Centrale machten hun doel niet bereikt: Roemenië was niet verslagen en was nog in de oorlog. Ondanks de zware verliezen, ongeveer 250.000 man en het verlies van veel materieel, was het Roemeense leger nog steeds vrij fors. Een deel van de bevolking werd verplaatst naar het vrije grondgebied, samen met de regering, het koninklijk hof en de overheidsinstanties, die hun werk hervatten in Iași.

## Nasleep

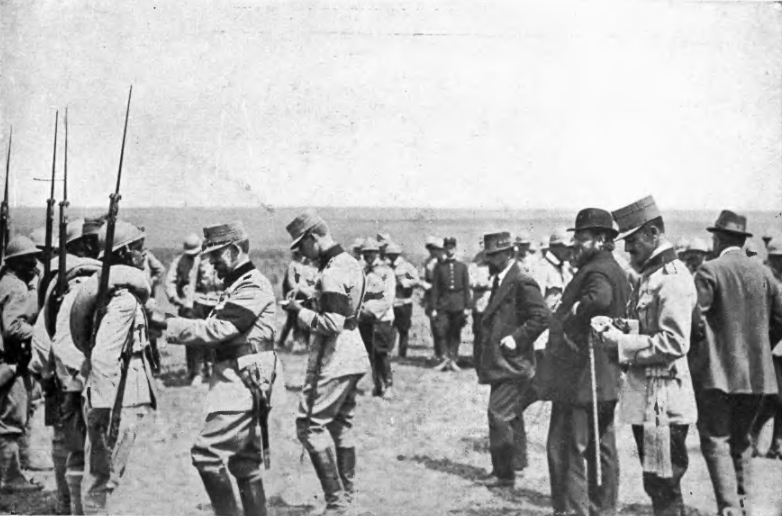
Koning Ferdinand onderscheidt enkele van zijn soldaten

Het Roemeense leger herstelde zich in de loop van 1917, mede door Russische, Franse en Britse hulp. Hun leger werd volledig heruitgerust met Franse en Britse kanonnen, machinegeweren en loopgraafmortieren. Frankrijk stuurde 1.600 man op militaire missie om Roemenië te helpen en hielpen Roemeense troepen op te leiden. In juli 1917 was het geallieerde leger in Roemenië aangegroeid tot 700.000 man, verdeeld over 207 infanteriebataljons plus 60 aanvalsbataljons , 110 cavaleriesquadrons en 245 artilleriebatterijen, verdeeld over twee legers en vijf korpsen. Ter ondersteuning van het Kerenski-offensief lanceerden de Roemenen ook een aanval. Ondanks aanvankelijke successen werden ze gedwongen het offensief stop te zetten omdat het Kerenski-offensief op niets uitgelopen was. Vervolgens lanceerden de Centralen een tegenoffensief dat weliswaar de terreinwinst tenietdeed, maar verder niet het overgebleven Roemeense leger kon verslaan. Hierdoor hielden de Roemenen 1.000.000 Duitsers en Oostenrijk-Hongaren vast, die elders zeer goed gebruikt zouden kunnen zijn. The Times beschreef het Roemeense front als "het enige lichtpunt in het oosten".

#### Roemenië sluit vrede

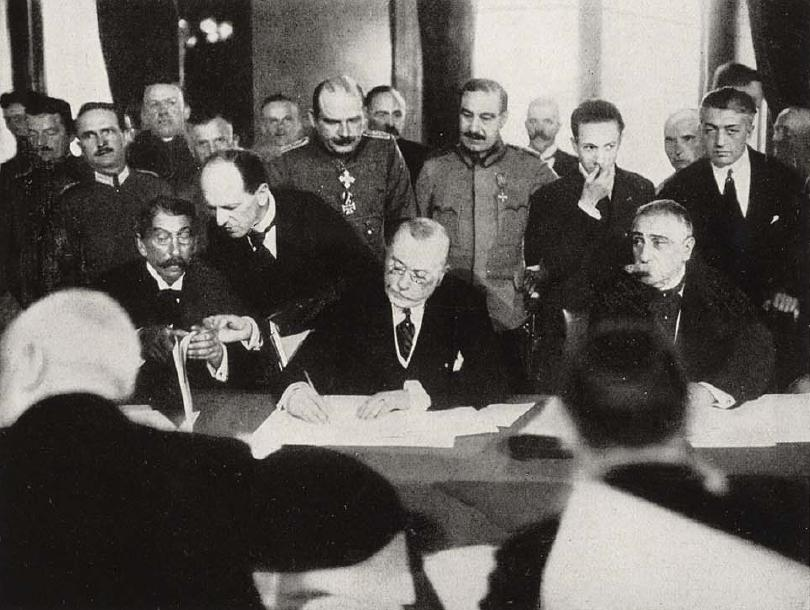
Alexandru Marghiloman ondertekent de Vrede van Boekarest (1918)

De situatie aan het oostfront nam echter een onverwachte wending door de Oktoberrevolutie en de Russische Burgeroorlog. Deze gebeurtenissen markeerden het definitieve einde van de Russische oorlogsdeelname, waardoor Roemeens-Moldavië langs alle kanten omsingeld was en had dus weinig keus meer. De wapenstilstand van Focsani werd door de strijdende partijen op 9 december 1917 ondertekend.
Op 7 mei 1918 eindigde ook de Roemeense oorlogsdeelname definitief door de ondertekening van het verdrag van Boekarest met de Centrale Machten. Het was een zware last voor het land, maar de unie met Bessarabië werd daarentegen wel verwezenlijkt. Alexandru Marghiloman werd de nieuwe Duits-gesponsorde premier. Koning Ferdinand weigerde het verdrag te ondertekenen.
De belangrijkste punten waren:
- Roemenië moest Zuid-Dobroedzja (Cadrilater) afstaan aan Bulgarije
- Roemenië moest alle passen, over de Karpaten, afstaan aan Oostenrijk-Hongarije.
- Alle oliebronnen in Roemenië moesten "verhuurd" worden aan Duitsland voor de komende 90 jaar.
- Roemenië krijgt de controle over Bessarabië

#### Roemenië treedt terug in de oorlog,1918
Na het succesvolle offensief vanuit het Griekse Thessaloniki op Bulgarije, waardoor dat land een wapenstilstand vroeg, nam Roemenië op 10 november, een dag voor de vrede met Duitsland, terug de wapens op. Dit was meer symbolisch bedoeld.
Vertegenwoordigers uit ex-Oostenrijks-Hongaarse landsdelen stemden ermee in dat Boekovina en Transsylvanië bij het nieuwe Groot-Roemenië gingen horen. Dit werd door het Verdrag van Versailles erkend. Maar, met een Hongaarse bevolking van 1.662.000 inwoners (31,6%, volgens de gegevens van de volkstelling in 1910), was dit nieuwe Roemeense landsdeel niet volledig Roemeens. Hongarije kon dit niet verkroppen en startte in 1919 een kortstondige oorlog, de Hongaars-Roemeense Oorlog, die Hongarije verloor. Delen van het land werd even bezet door Roemeense troepen. Toen zij Hongarije verlieten, lieten ze hun wapens achter, die gebruikt werden voor de herbewapening van Hongarije onder regent Admiraal Horthy.

## Analyse

Percentage militaire doden per land in de Entente

Het tegenoffensief van 1916 was een indrukwekkende prestatie van het Duitse leger en hun generaals von Falkenhayn en von Mackensen. Toch vertegenwoordigden de Duitsers slechts een redelijk klein aantal (22%) van het totale aantal manschappen, die de Centrale Mogendheden tegen Roemenië inzetten, in vergelijking met Oostenrijk-Hongarije (46%) en Bulgarije-Turkije (32%)
Generaal Vincent Esposito erkent strategische fouten van het Roemeense leger:
"Militair kon de situatie van Roemenië niet slechter geweest zijn. Bezeten door het "bevrijden" van Transsylvanië, lieten ze de Bulgaren in de rug aanvallen. Wanneer het offensief in de bergen mislukte, weigerde het oppercommando troepen over te plaatsen en mobiele reserves in te zetten, waardoor Falkenhayns tactiek van geconcentreerd aanvallen misschien wel minder succes zou gehad hebben. Nergens heeft het Roemeense leger zijn toch wel forse kracht uitgebuit."
Het falen van de verdediging van Roemenië was ook het gevolg van zaken die het land zelf niet in de hand had. Het mislukte Salonika-offensief bijvoorbeeld, hield niet genoeg Bulgaarse krachten bezig om een Bulgaarse invasie van Roemenië te voorkomen. Dit bleek van fatale waarde voor het offensief in Transsylvanië, omdat een deel van hun leger overgeplaatst moest worden naar Dobroedzja. Overigens bleven verdere Russische versterkingen (Rusland had 200.000 man beloofd) uit. In Moldavië werd het werd een kostbare patstelling, in plaats van "de beslissende genadeslag" voor Oostenrijk-Hongarije die de Entente verwacht had.

## Kaarten

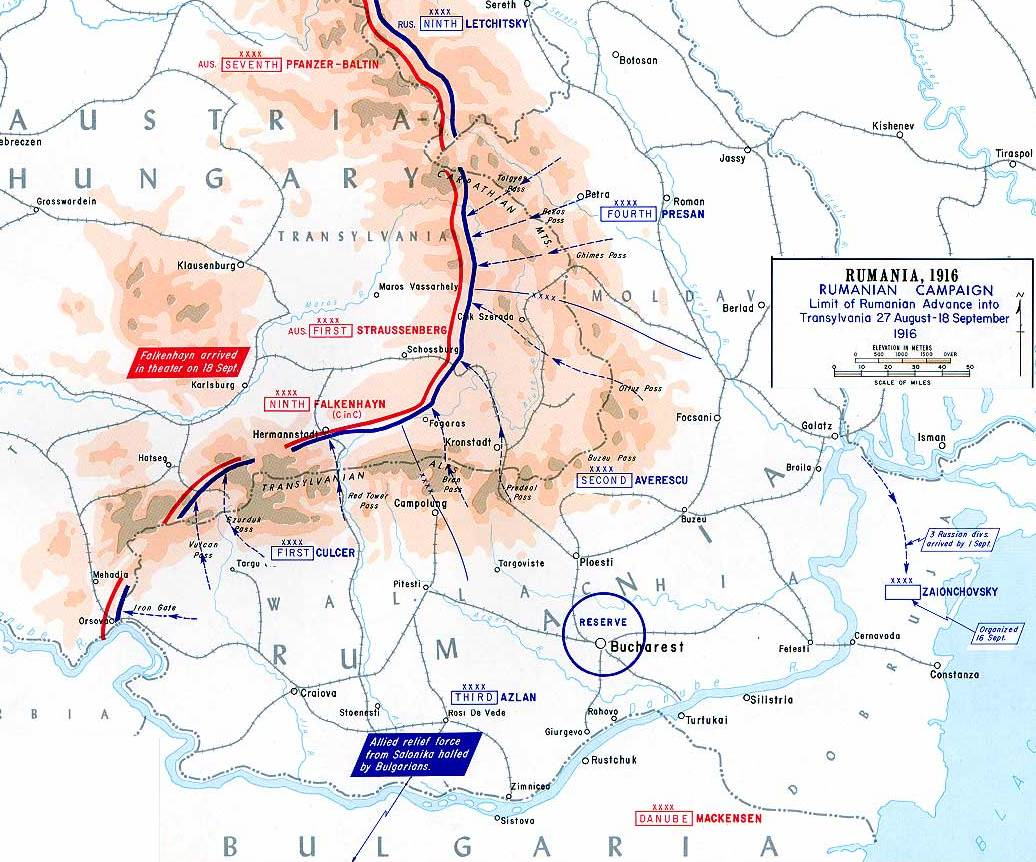
Roemeense invasie van Oostenrijk-Hongarije, augustus 1916
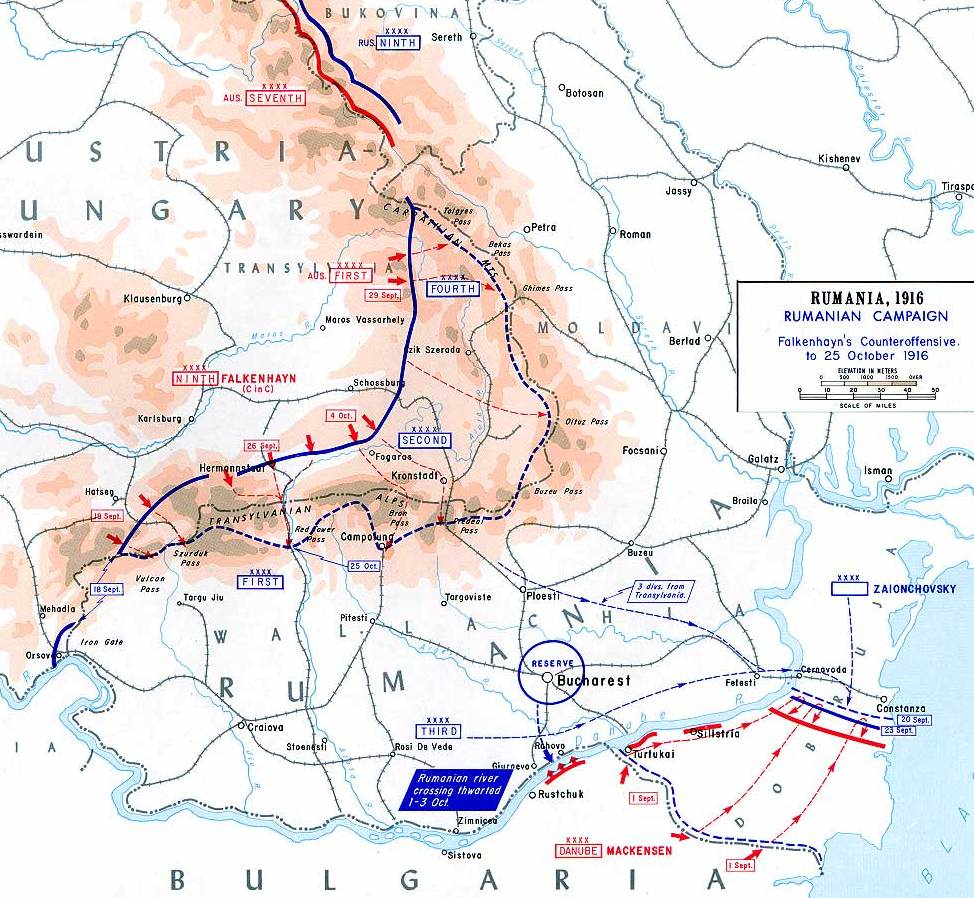
Tegenaanval van de Centrale Machten, september-oktober 1916
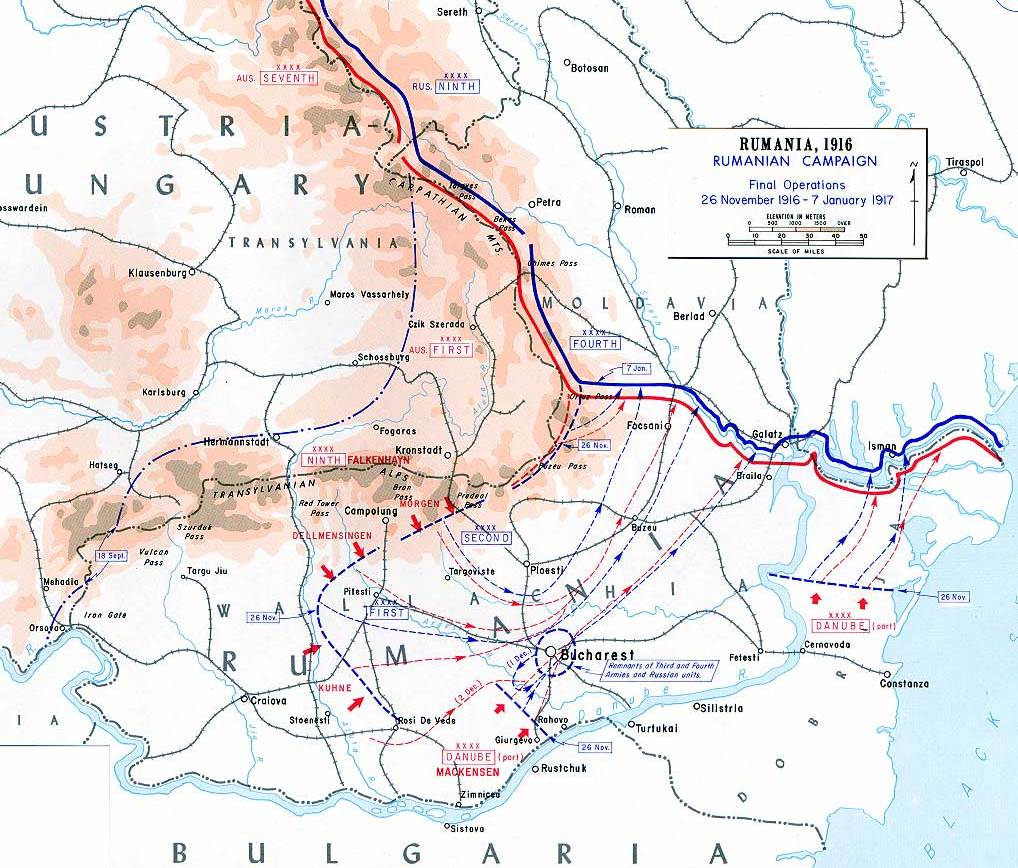
Verdere aanvallen van de Centralen en stabilisatie van het front, november 1916 tot januari 1917